# Mengele Zoo
Mengele Zoo ist ein Roman des norwegischen Autors Gert Nygårdshaug aus dem Jahr 1989. Die deutschsprachige Ausgabe des Öko-Thrillers erschien in der Übersetzung von  Babette Hoßfeld 2019 im Vida Verde Verlag. Mengele Zoo ist der erste Teil der „Mino-Reihe“, die insgesamt fünf Teile umfasst.

## Handlung
Mino Aquiles Portoguesa wächst in einem kleinen Dorf im Regenwald Lateinamerikas auf. Sein Vater versorgt die Familie mit dem Fang seltener Schmetterlinge. Der Kapitalismus kommt immer näher, Natur und Ureinwohner werden ausgebeutet. Eines Tages wird Minos Dorf von den Handlangern einer Ölgesellschaft überfallen und seine Familie massakriert. Er flieht in den Dschungel und wird vom Wandermagier Isidoro aufgenommen, den er auf eine Reise durch Südamerika begleitet. Doch Hass und Rachegedanken lassen Mino keine Ruhe. Gemeinsam mit drei Freunden gründet er die Mariposa-Gruppe, eine Terrororganisation, mit der er die Menschen zum Umdenken bewegen will und die Natur zu retten versucht.
Nygårdshaugs Ökothriller behandelt Themen wie Umweltschutz, den Nord-Süd-Konflikt und Imperialismus. Obwohl der Roman die Welt durch die Augen eines der meist gesuchten Terroristen beschreibt, fällt es dem Leser leicht Minos Standpunkt einzunehmen.
In den noch nicht ins Deutsche übersetzten Folgeromanen Himmelblomsttreets muligheter und Afrodites basseng spielt Mino ebenfalls eine wesentliche Rolle.

## Verfilmung und Übersetzung
Im Mai 2008 wurde bekannt, dass Nils Gaup eine Verfilmung des Romans plante. Zuerst hatte eine Filmproduktionsfirma aus Hollywood die Rechte für den Roman erhalten, doch aus finanziellen Gründen gingen diese zurück nach Norwegen. 
Das Buch wurde ins Französische und Tschechische übersetzt. Eine englische Übersetzung wurde begonnen, jedoch bisher nicht fertiggestellt.

## Auszeichnungen
Mengele Zoo erhielt auf dem Literaturfestival in Lillehammer den Publikumspreis für das „beste norwegische Buch aller Zeiten“ und wurde seit seiner Veröffentlichung über 400.000 Mal verkauft.